# Catherine de Parthenay
Catherine de Parthenay (Mouchamps, França, 22 de març de 1554- 26 d'octubre de 1631) va ser una noble i matemàtica francesa. Va estudiar amb el matemàtic François Viète i va ser considerada una de les dones més brillants de l'època. El seu primer marit va ser Charles de Quelennec, i després de la seva mort es va casar amb Renat II de Rohan, un hugonot.

## Biografia

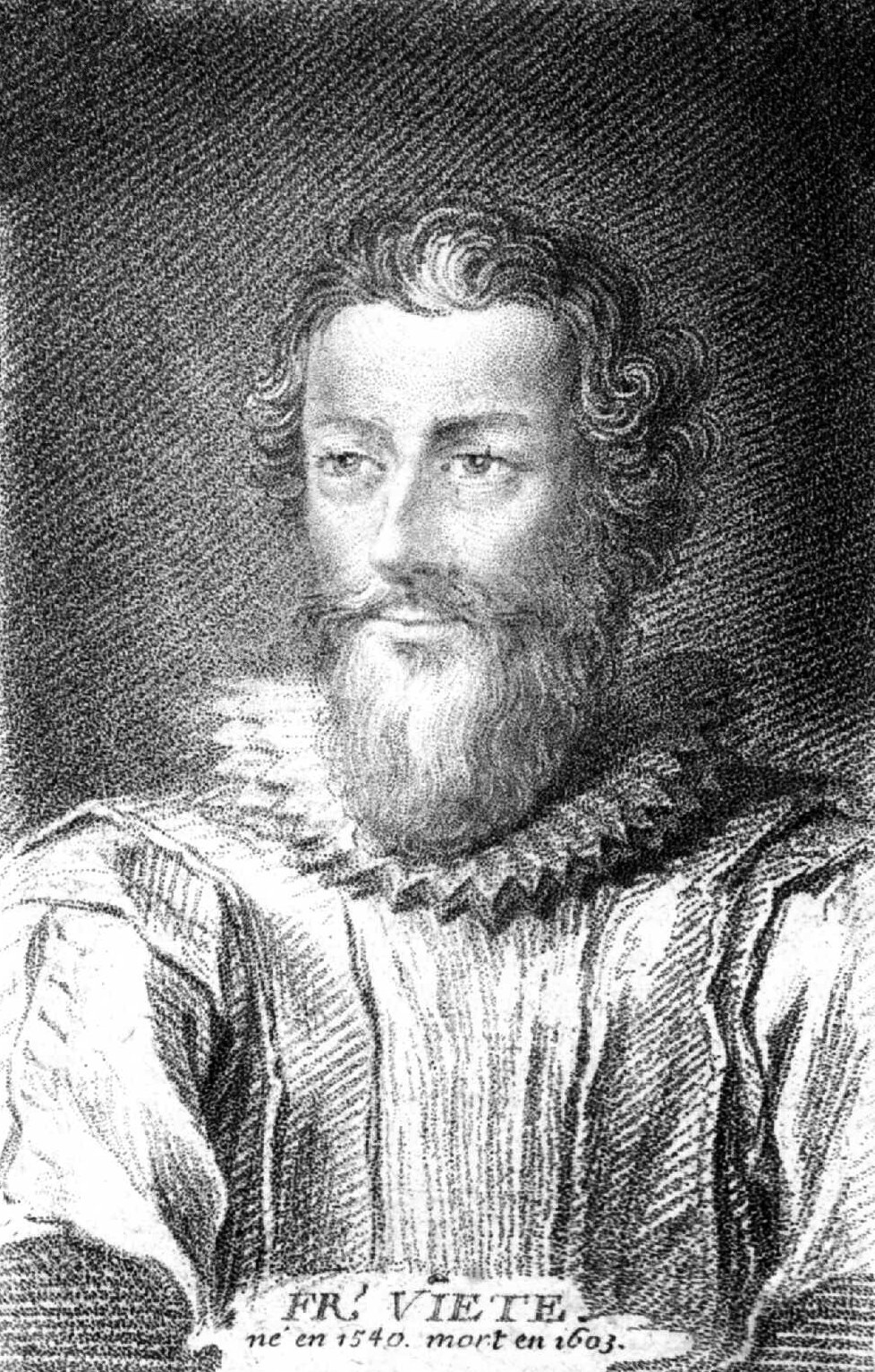
François Viète.

Catherine era l'hereva de la rica família hugonota Parthenay-Leveque, originària de la regió de Poitou. Era neta de Michelle de Saubonne i filla de Joan V de Parthenay, descendent de la Casa de Lusignan.
Ja de ben petita va mostrar interès en l'astrologia i l'astronomia. A causa del seu interès i de la seva elevada intel·ligència, la seva mare va buscar un tutor per a ella. Finalment va contractar François Viète, considerat el més gran matemàtic de l'època. Viète li va ensenyar matèries com la geografia, els descobriments recents, el coneixement cosmográfic i les matemàtiques, que van despertar el seu interès, fet que la va convertir en matemàtica.
De molt jove, es va casar amb Charles de Quelennec, baró de Pont-l'Abbé, que va morir durant la matança de Sant Bartomeu.
Després d'enviduar als 18 anys, Catherine va ser pretendent de Renat II de Rohan, en aquell moment segon fill de la Casa de Rohan, però Catherine no va acceptar casar-se amb ell fins que es va convertir en vescomte de Rohan i va heretar la fortuna familiar després de la mort del seu germà gran.
Amb Renat II de Rohan va tenir cinc fills:
- Henriette de Rohan (1577-1624),
- Enric II de Rohan (1579-1638), I duc de Rohan, destacat militar i diplomàtic hugonot,
- Catherine de Rohan (1580-1607), casada amb Joan II del Palatinat-Zweibrücken,
- Benjamin de Rohan (1583-1642), I duc de Frontenay, cap militar hugonot,
- Anna de Rohan (1584-1646), poetessa.